# Sexisme dans le milieu du jeu vidéo
Cet article concerne le sexisme dans la communauté du jeu vidéo. Pour le sexisme des personnages de jeu vidéo, voir Représentation des genres dans les jeux vidéo.

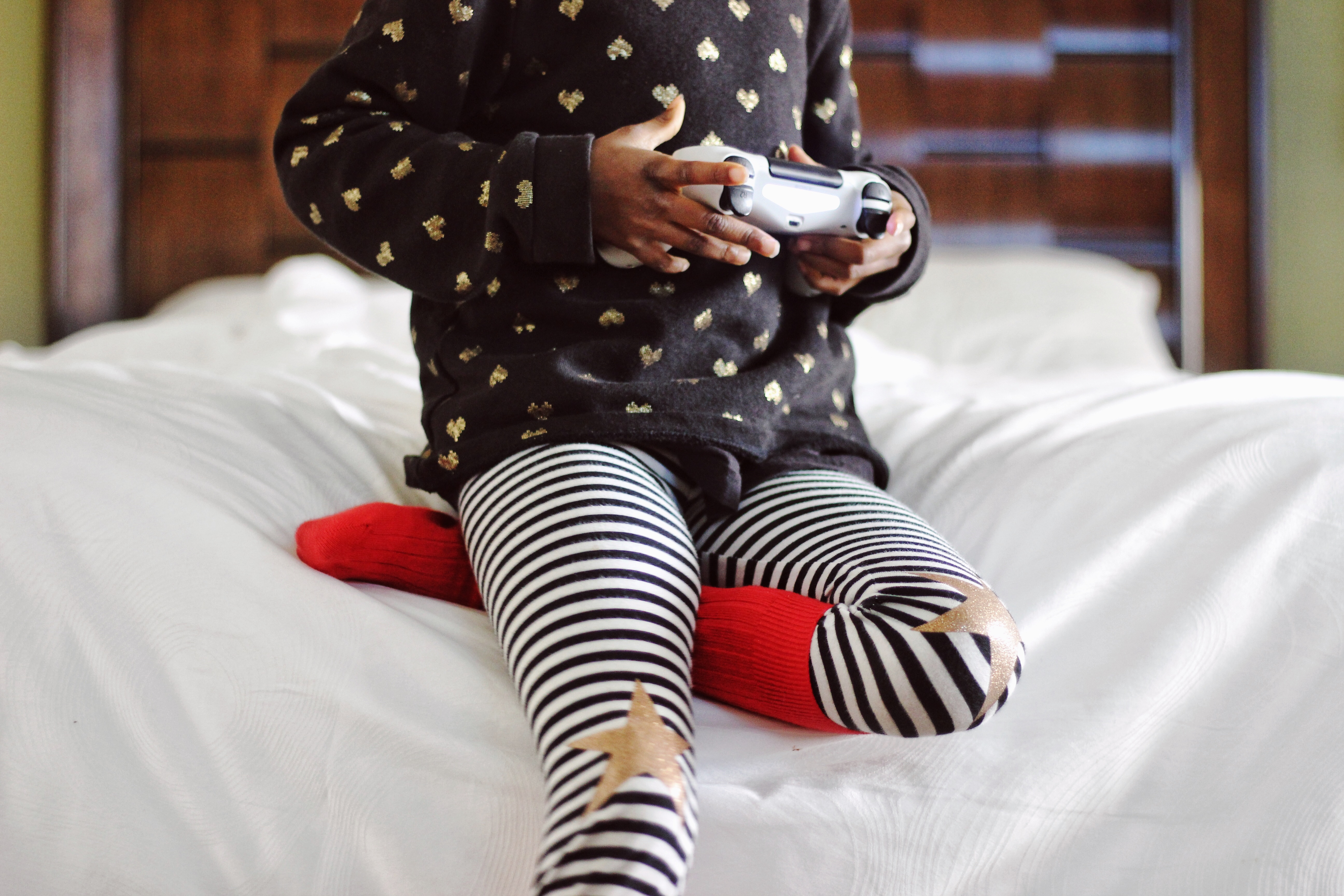
Une petite fille tenant une manette de console.

Le sexisme dans le milieu du jeu vidéo désigne une discrimination par le genre, majoritairement au détriment des joueuses de jeux vidéo, par l'attribution de rôles, de comportements ou d'intérêts en fonction du genre. Il s'agit d'une discrimination systémique du monde du jeu vidéo, comme le racisme dans le milieu du jeu vidéo.
Le sexisme dans le milieu du jeu vidéo touche les professionnelles de l'industrie, créatrices de jeux ou joueuses compétitives, ainsi que les joueuses et les créatrices de contenus en ligne ou de déguisements, ou cosplays. Il se présente sous la forme de harcèlement, d'insultes, ou encore d'une différence de salaires et de stéréotypes sur le niveau des joueuses. Le sexisme peut aussi toucher les joueurs masculins, dont la virilité sera niée et qui seront surtout victimes d'homophobie.
Si le sexisme dans le milieu du jeu vidéo trouve son origine dans les débuts de l'industrie, il reste d'actualité avec des événements comme la controverse du Gamergate en 2014. Différentes solutions à l'échelle individuelle, d'une entreprise ou, dans certains cas, sous la forme de lois sont mises en place pour en réduire l'étendue et la gravité.

## Formes de sexisme

### Professionnelles de l'industrie vidéoludique

#### Au sein des studios de jeu vidéo

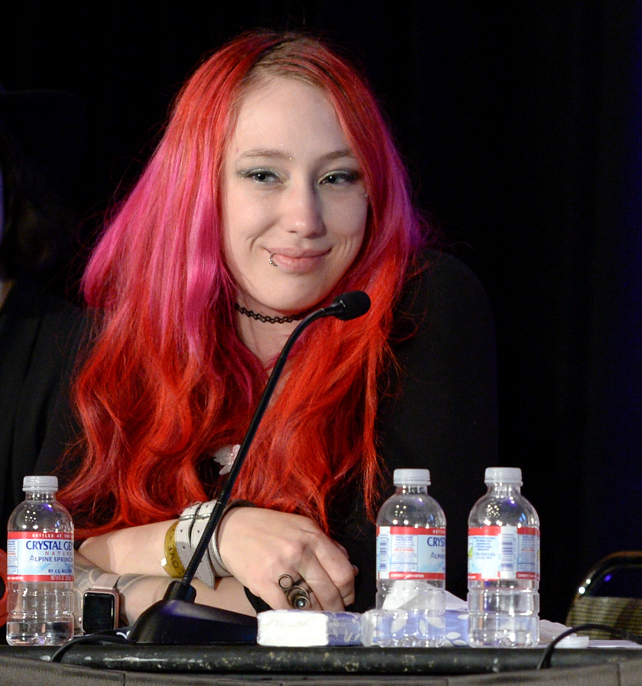
Zoë Quinn, développeuse de jeux vidéo et victime principale de la controverse du Gamergate.

Les femmes travaillant dans l'industrie vidéoludique constatent que leur travail est mal considéré par leurs collègues masculins. Elles remarquent une différence de salaire avec ces derniers (25,3 % d'écart au bénéfice des hommes). De même, certaines personnes utilisent leur apparence ou leurs vêtements pour les discréditer, ou encore rejettent les designs de personnages féminins non hyper-sexualisés,. Pourtant, de 2009 à 2014, la présence des femmes dans le monde professionnel du jeu vidéo double et s'élève alors à 22 % de la population active de l'industrie.
La question du harcèlement au bureau est également régulièrement soulevée,. D'autres formes de sexisme évoquées sont la priorité donnée aux hommes pour les promotions et le recrutement, l'insubordination des hommes sous le commandement d'une femme, le manque de volonté d'inclure des personnages féminins bien représentés dans les jeux vidéo, et une proportion énorme d'hommes blancs au sein des rôles à responsabilités. Un problème plus répandu est le fait que le milieu n'est pas accueillant envers les femmes : elles peuvent être invitées à des réunions qui sont en fait des rendez-vous, la cible de blagues discriminatoires, par exemple. Elles sont également souvent vues comme n'appartenant pas aux départements techniques, même quand c'est le cas. Ces départements sont parfois décorés avec des images à caractère érotique.
Les jeux qui cherchent à mettre en avant des personnes non hommes peuvent entraîner un harcèlement de leurs scénaristes et développeurs : c'est le cas de Amber Scott, scénariste du jeu Baldur's Gate: Siege of Dragonspear et harcelée en 2016. Elle a en effet inclus un personnage principal féminin et un personnage secondaire transgenre dans le jeu, en plus de se moquer de la controverse du Gamergate dans une réplique. En réponse à ces actions, elle est la cible d'une campagne de harcèlement et le jeu reçoit des retours négatifs en masse. Pendant le Gamergate, les développeuses Zoë Quinn et Brianna Wu, ainsi que la sociologue Anita Sarkeesian, sont victimes de harcèlement ciblé : une protection policière est parfois requise, ainsi que l'annulation d'événements où elles sont invitées.
En mai 2016, la chef de produit Alison Rapp est renvoyée de Nintendo après avoir été la cible de harcèlement en ligne de grande échelle en raison de la façon dont un jeu dont elle a été responsable a été localisé en Amérique du Nord. En effet, la version japonaise de Xenoblade Chronicles X incluait un réglage de la taille des seins d'un personnage : cette option est retirée de la version américaine du jeu, et bien que n'ayant pas pris part à la décision, elle est tenue pour responsable de ce changement. Le prétexte invoqué est qu'elle travaille en indépendant en dehors de ses heures de travail, ce qui est interdit par l'entreprise. Un des harceleurs l'a dénoncée à Nintendo de façon anonyme.
En juillet 2021 après le suicide d'une employée du studio américain de jeux vidéo Activision Blizzard, cette entreprise fait l'objet d'une plainte mettant en cause la trop grande tolérance supposée de la direction à l'égard du harcèlement sexuel, du machisme et de discriminations à l'égard des femmes dans la gestion des carrières. Cette employée de l'entreprise avait été ciblée par une pornodivulgation mise en ligne par son manager. Deux mille employés d'Activision Blizzard ont alors signé une pétition protestant contre des méthodes de management qui n'apportent pas aux victimes de harcèlement un soutien suffisant, et un mouvement de grève a été organisé. De manière plus générale, c'est la culture Bro, culture sexiste répandue dans les milieux de la tech, qui est mise en accusation,,.

#### Au sein des milieux esportifs
Dans le milieu de l'esport, les femmes reçoivent généralement moins d'opportunités et des salaires plus bas que les joueurs à niveau égal, et aucune femme ne fait partie des 100 joueurs compétitifs les plus payés. Cette différence peut s'expliquer par le fait que les entreprises qui investissent dans les contrats de sponsoring le font souvent pour cibler un public masculin. Elles sont très peu nombreuses dans les équipes professionnelles et dans la compétition à haut niveau, tandis que les spectatrices de jeu compétitif forment 15 à 30 % du total des spectateurs.
Les joueuses sont souvent la cible de commentaires sexistes lorsque leurs parties sont diffusées, que ce soit sur leur chaîne personnelle ou au cours d'événements compétitifs. Elles sont aussi accusées plus souvent de triche que les hommes du même niveau.
Les tournois de jeu vidéo sont très généralement mixtes, par exemple à l'ESports World Convention. Cependant, les femmes sont très rares dans les équipes mixtes. Aux League of Legends Championship Series, il faut attendre trois ans pour la première qualification féminine au sein d'une équipe mixte, et la joueuse démissionne avant de jouer son premier match du championnat. Des équipes féminines existent dès la fondation de Frag Dolls en 2004.

### Harcèlement et insultes

#### Envers les joueuses
Les joueuses subissent remarques sexistes (« invitation » à retourner dans la cuisine), menaces (de viol ou de meurtre), insultes sexistes, propositions sexuelles et critiques sur la présence de femmes (qualifiées de « perturbantes » ou n'existant que pour « attirer l'attention »),, le tout pouvant tourner au harcèlement. Les réactions négatives peuvent être hostiles ou, au contraire, consister en des avances sexuelles non demandées. Le simple fait de saluer tout le monde au début de la partie peut entraîner des insultes sexistes à l'attention de la joueuse,. 63 % des joueuses affirment avoir reçu les insultes genrées « c*nt, bitch, slut, whore » en jouant.
Certaines joueuses sont aussi victimes de stalking, que ce soit en ligne ou hors ligne.
En 2012, une étude de l’université de l'Ohio montre que la même personne jouant en ligne à Halo 3 en utilisant deux profils différents (masculin et féminin) et des messages audio préenregistrés (d’homme et de femme) reçoit trois fois plus de commentaires négatifs avec le profil féminin, à performance identique. Plus généralement, une demande d'ajout aux contacts sera plus acceptée si elle vient d'une femme qui a fait des commentaires positifs ou d'un homme qui a fait des commentaires négatifs, suggérant là aussi un stéréotype de genre. Une étude plus approfondie met en évidence un lien entre les faibles performances d'un joueur masculin et la tendance à se montrer agressif envers une voix féminine.
Un site, nommé Fat, Ugly or Slutty, recense des insultes reçues par des femmes alors qu'elles jouent à des jeux vidéo en ligne,.

#### Envers les cosplayeuses

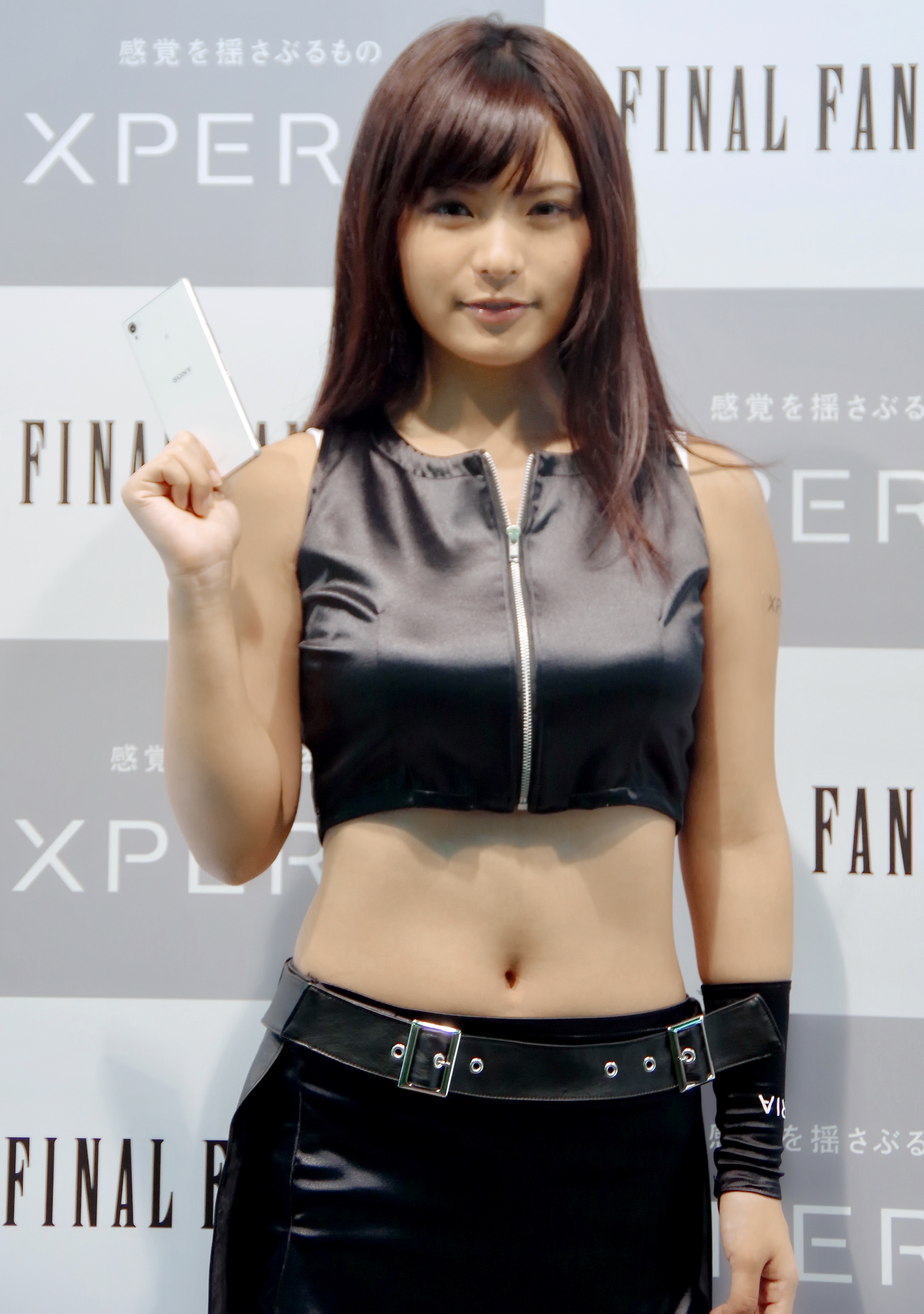
Miduki Hoshina cosplayant dans le rôle de Tifa Lockhart au Tokyo Game Show en septembre 2014.

Les femmes qui font du cosplay peuvent être victimes de harcèlement : c'est par exemple le cas de Christine Sprankle, une cosplayeuse de Magic : L'Assemblée qui a choisi de mettre fin à son activité en raison du harcèlement subi.
Le problème de sexisme dans le cosplay découle directement de la représentation des genres dans les jeux vidéo : les personnages féminins portent souvent des vêtements moulants et peu couvrants, et les cosplayeuses qui décident de les incarner doivent faire de même pour une représentation fidèle. Certaines cosplayeuses s'interdisent donc une partie des costumes pour ne pas s'attirer de remarques ou comportements sexistes ni de harcèlement sexuel. En 2013, le New York Comic Con est suivi de 20 plaintes pour harcèlement sexuel, un nombre qui descend à 8 l'année suivante et se stabilise à une douzaine chaque année après 2015. En dehors des conventions en personne, les cosplayeuses peuvent recevoir des insultes misogynes sur les réseaux sociaux, surtout Instagram, et des propositions à caractère sexuel dans leurs messages privés.

#### Envers les streameuses
Les joueuses partageant leurs sessions de jeu sur des plates-formes comme Twitch peuvent être harcelées par des spectateurs ou par d'autres personnes. Rejoignant le cliché de la « fausse gameuse », une catégorie de streameuses surnommées les « boobies streamers » sont accusées de solliciter les compliments ou les insultes des gens en échange de donations. Elles s'habillent bien, se maquillent et arborent parfois un important décolleté, d'où le surnom de la catégorie ; on leur reproche entre autres de passer plus de temps devant la caméra que de temps à jouer, par exemple avec des longues pauses entre chaque partie.
Si certaines streameuses s'appuient effectivement ouvertement sur ce modèle de rentabilité, le reproche s'étend rapidement à toute femme qui streame. Quelques « boobies streamers » affirment avoir fait le choix de gagner de l'argent en étant objectifiées, « parce que quoi que je porte, je suis une femme et on m'objectifiera toujours ».
Les femmes streamant sur Twitch ont tendance à plus modérer leur chaîne, et le chat en place a tendance à inclure plus de messages à caractère social, de type « hello » ou « song » (des demandes automatiques d'ajout à une playlist). Les messages des chats sur les chaînes parlent plus du physique de la joueuse chez les femmes et du jeu lui-même chez les hommes.
En 2019, la streameuse française Maghla aurait fait un burnout en raison de sa charge de travail et des vagues de harcèlement qu'elle affirme subir sur les réseaux sociaux. Harcelée et menacée de viol par la communauté d'Inoxtag, après s'être publiquement opposée aux propos sexistes de ce dernier lors de Z Event 2021, la streameuse Ultia a porté plainte pour cyberharcèlement en décembre 2022.

### Stéréotypes sur le niveau des joueuses
Les femmes peuvent être considérées comme des intruses : on considère qu'elles ne jouent pas aux jeux vidéo, ou bien uniquement à des jeux dits « pour filles » (Les Sims, les jeux musicaux ou casual, etc.), alors qu'elles constituent 48 % du total des joueurs aux Etats-Unis. Elles sont ainsi victimes de comportements désobligeants : leur capacité à jouer est remise en question (manette enlevée des mains, conseils de s'orienter vers des jeux « pour filles », etc.) et elles sont parfois prises pour des booth babes, que ce soit dans les conventions ou les magasins de jeux vidéo. Cela s'applique aux simples joueuses, mais aussi aux développeuses ou aux journalistes, y compris lorsqu'elles sont invitées pour intervenir dans une conférence ou présenter un jeu,,,.
Les théories selon lesquelles les femmes sont naturellement moins fortes que les hommes aux jeux vidéo ont été contredites en partie. Il ne s'agit, pour une étude, pas d'une différence biologique mais plutôt d'une différence d'attitude liée au genre. Par exemple, les hommes jouent en moyenne plus d'heures que les femmes, ayant donc plus d'entraînement et souvent un niveau plus élevé en raison de cette ancienneté.
Les clichés de niveau poussent à une forme de sexisme bienveillant : par exemple, dans le jeu World of Warcraft, certains hommes ont tendance à protéger les joueuses et à leur donner des objets pour les aider à avancer.
Les clichés poussent beaucoup de femmes à s'imposer une pression supplémentaire sur leurs performances : « Pour eux, si j'échoue c'est à cause de mon genre. Je ne peux pas avoir un niveau moyen : soit je suis deux fois plus forte que ce à quoi ils s'attendaient, soit je suis là pour attirer l'attention des hommes. »

### Clichés sur les«fausses gameuses»
Le cliché sur les fausses gameuses consiste à affirmer que les femmes jouent pour attirer l'attention sur elles.
Il n'est pas rare que le harcèlement d'une joueuse vienne d'une autre joueuse, qui la considère comme une de ces « fausses gameuses ». Certaines femmes affirment voir d'autres femmes utiliser leur genre pour s'attirer les faveurs des hommes de la partie.
Les accusations que les joueuses portent aux prétendues fausses joueuses pour être prises au sérieux par les hommes sont inefficaces et surtout empêchent d'autres femmes de se mettre à jouer ou de se déclarer comme joueuses. Comme les femmes doivent constamment se justifier, elles ne parviennent plus à se libérer de la réalité lorsqu'elles jouent.

### Homophobie et insultes sexistes envers les hommes
Les insultes sexistes envers les hommes concernent surtout le manque de virilité supposé des joueurs, notamment à l'endroit de ceux qui jouent à des jeux réputés « pour filles » ou qui n'apprécient pas les jeux violents. Ils sont parfois qualifiés d'homosexuels, de « faux hommes » ou de femmes.

## Historique

### Ciblage des jeunes garçons aux débuts des jeux vidéo
Les publicités faisant la promotion des jeux vidéo sont accusées de renforcer le sexisme en n'étant destinées qu'aux hommes, et ce depuis la sortie de la NES aux États-Unis.
À cette époque, les femmes ne sont plus que très rarement représentées en train de jouer à des jeux vidéo, et commencent à être utilisées comme objets sexuels.
Certains développeurs de l'époque comme Jawx, Free Game Blot ou Amstrad revendiquent le sexisme, affirmant que « la culture informatique est masculinisée, la publicité exploite les leviers existants, elle ne fait qu'accélérer les phénomènes mais ne les crée pas », que « ce n'est pas les jeux qui sont sexistes mais la clientèle qui l'est et nous mettons donc sur le marché des jeux adaptés à cette clientèle » et que ce n'est pas leur rôle de faire avancer les choses, s'appuyant sur l'échec commercial de certains jeux destinés aux femmes. D'autres comme ERE Informatique ou Ubisoft refusent cette généralisation et parlent d'absence plutôt que de dénigrement des femmes, Emmanuel Viau affirmant que seuls « certains scénarios ou certaines publicités sont sexistes » tandis que Froggy Software, développant surtout des jeux d'aventure, revendique une clientèle féminine à 40 %.

### Prise de conscience en 2012 et 2013
Bien que les insultes soient fréquentes dans les jeux en ligne ou sur Internet, les femmes sont la cible la plus fréquente de harcèlement, d'après Stephen Toulouse, chef de la modération sur le Xbox Live entre 2007 et février 2012. Il est généralement considéré que le Xbox Live est la pire plateforme en termes de harcèlement des joueuses.
En février 2012, le comportement d'un entraîneur d'une équipe de Tekken, envers une joueuse de son équipe lors d'une compétition appelée Cross Assault organisée par Capcom fait scandale. Il l'a interrogée sur ses mensurations, lui a demandé d'enlever son T-shirt, a pris la webcam de l'équipe pour filmer sa poitrine et ses jambes, l'a reniflée et a discuté sur son physique pendant le tournoi diffusé en direct sur internet. Il a ensuite affirmé que « le harcèlement sexuel et la communauté des jeux de combat sont une seule et même chose », et que ce serait « éthiquement injuste » d'enlever le harcèlement sexuel de cette communauté. La joueuse déclare finalement forfait de la compétition et, après plusieurs jours sans réagir bien qu'étant au courant, Capcom présente ses excuses et déclare qu'« aucun commentaire irrespectueux ou inapproprié ne sera toléré »,. L'entraîneur présentera lui aussi ses excuses.

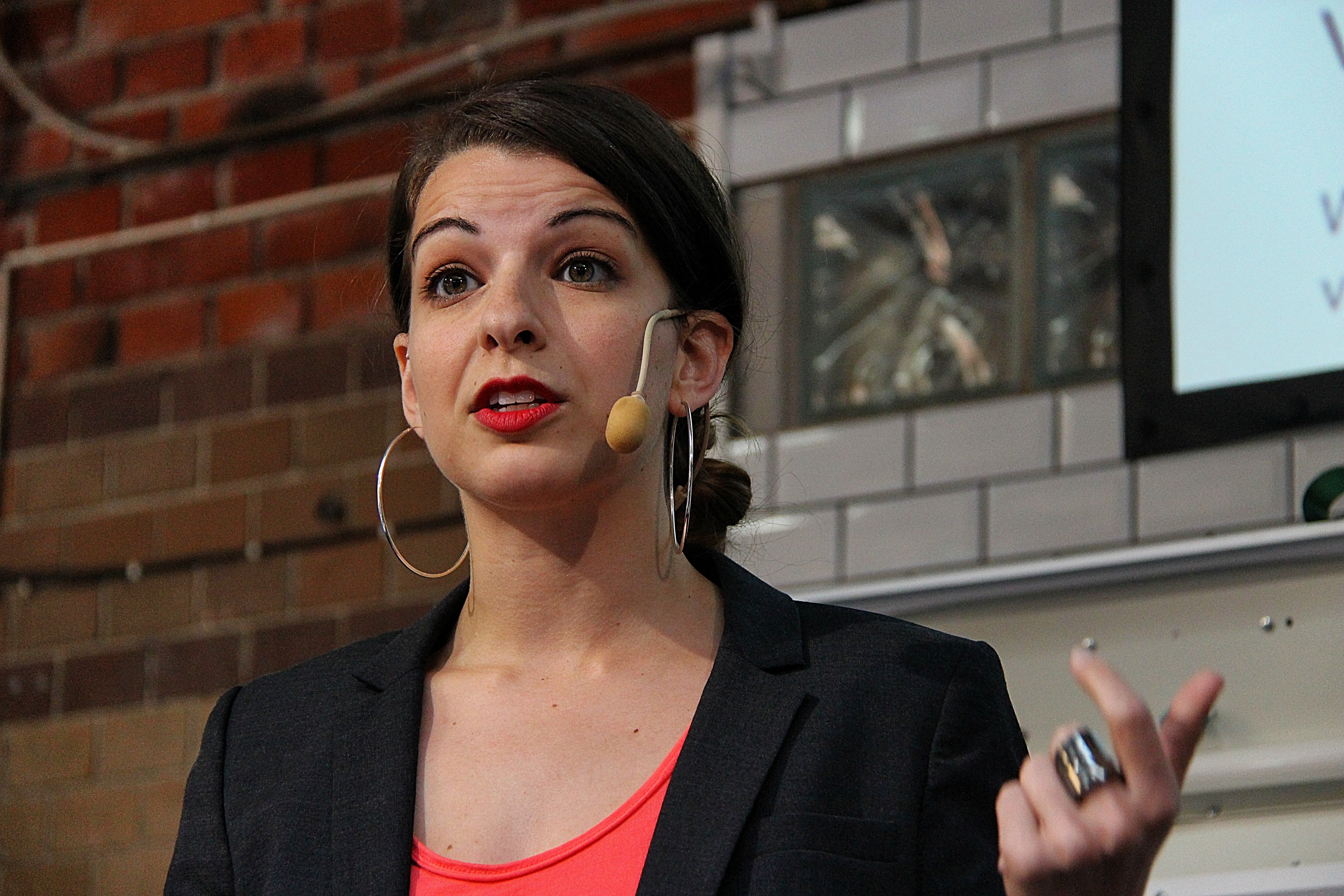
Anita Sarkeesian, sociologue féministe harcelée à partir de la levée de fonds pour son projet Tropes vs Women.

En mai 2012, une campagne Kickstarter pour réaliser des vidéos sur la représentation des femmes dans le jeu vidéo acquiert une grande notoriété, à cause des attaques subies par la fondatrice de la campagne, la vidéo-blogueuse féministe Anita Sarkeesian. Ses comptes YouTube et Facebook sont immédiatement envahies par des messages haineux, elle reçoit de nombreuses menaces de mort ou de viol et ses photographies sont détournées, pour la mettre en scène dans des actes sexuels ou comme femme battue,,. Si elle demande 6 000 dollars pour démarrer sa série, elle termine la campagne avec 158 922 dollars.
D'après un sondage du site Pricecharting réalisé en ligne en septembre 2012 auprès de 874 personnes, 63 % des joueuses et 16 % des joueurs de jeux vidéo affirment avoir été victimes de harcèlement en raison de leur genre. 45 % des joueuses ont déjà reçu des commentaires, des provocations ou des menaces sexistes lorsqu’elles ne jouaient pas (soit cinq fois plus que les hommes). 78 % des femmes ont déjà vu leurs capacités ou leur goût pour le jeu vidéo remis en cause, contre 6 % des hommes. 11 % des hommes et 7 % des femmes ont avoué avoir déjà participé à des comportements sexistes. Globalement, 79 % des sondés pensent que le sexisme est répandu dans la communauté du jeu vidéo. Selon la même étude, 35,8 % des femmes ont temporairement arrêté un jeu et 9,6 % définitivement à cause de harcèlement.
En France, la blogueuse Mar Lard publie en mai 2013 sur un blog une compilation des problèmes de sexisme dans la communauté geek intitulé Sexisme chez les geeks : Pourquoi notre communauté est malade, et comment y remédier, regrettant qu'« une partie de celle-ci est touchée par ce phénomène et que, pire, ce sexisme ordinaire ne pose que peu de problème », qui donne lieu à de nombreux articles de journaux,. Cet évènement fait suite à un débat sur la représentation des femmes dans le jeu vidéo provoqué quelques mois auparavant par un article de Joystick sur l'annonce d'un nouvel épisode de Tomb Raider accusé de faire l'apologie du viol.

### Gamergate

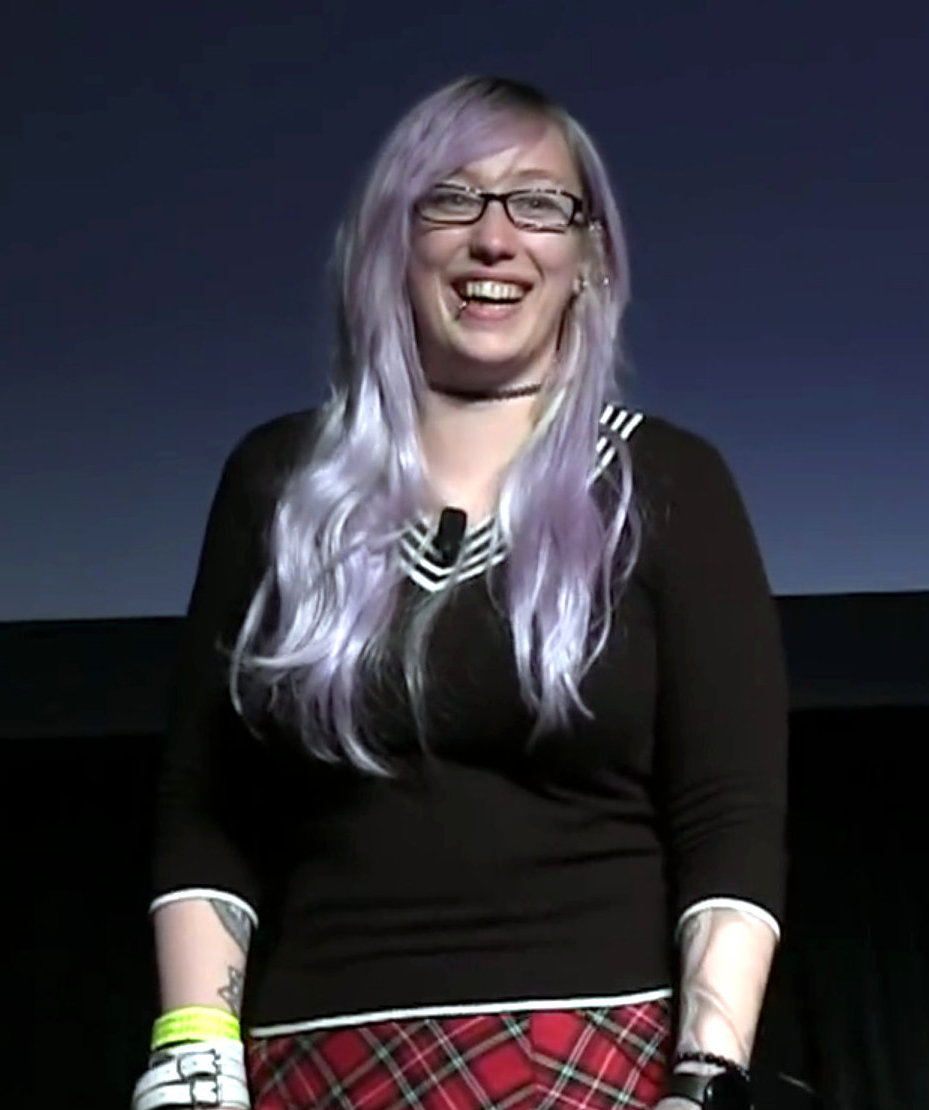
Zoë Quinn, victime de l'élément déclencheur du Gamergate.

Le Gamergate a pour première cible Zoë Quinn, une développeuse de jeux vidéo. Le 16 août 2014, Eron Gjoni, son ancien partenaire qu'elle a quitté quelques mois auparavant, publie le Zoe Post, un article de blog de 9 425 mots qui cite des messages personnels, des emails et des SMS pour raconter toute leur relation. En particulier, il l'accuse d'adultère et de mythomanie, affirmant qu'elle l'a trompé avec plusieurs professionnels du jeu vidéo, incluant Nathan Grayson, un journaliste de Gawker,.
Le sujet est saisi rapidement par des membres des sites 4chan, Reddit et plusieurs vidéastes de YouTube. Ils accusent dès lors ouvertement Quinn d'avoir échangé des faveurs sexuelles en échange de critiques mélioratives de son dernier jeu en date, Depression Quest,. Plusieurs autres personnalités du web font rapidement de Zoë Quinn le symbole d'un biais supposé des médias du jeu vidéo en faveur des féministes.
Le 28 août 2014, douze sites sortent le même jour des articles comportant un contenu similaire : ils affirment que les attaques contre Zoë Quinn et Anita Sarkeesian sont des attaques sexistes, sous couvert de défendre l'éthique dans le journalisme du jeu vidéo. Ils critiquent également la culture du jeu vidéo, qu'ils estiment gangrenée par un sexisme débridé. Leigh Alexander, rédactrice sur Gamasutra, signe un billet d'opinion intitulé « 'Gamers' don't have to be your audience. 'Gamers' are over. », où elle affirme que le stéréotype du jeune homme joueur de jeu vidéo n'est plus représentatif de la communauté et que ses valeurs doivent évoluer. L'article de Leigh Alexander est critiqué par des joueurs, journalistes et professionnels du jeu vidéo qui jugent la tribune insultante et stéréotypée.
Les membres de Gamergate s'illustrent par la virulence avec laquelle ils répondent à toute personne critiquant le mouvement, bien que les opposants comme Stephen Colbert notent que le harcèlement est bien plus important lorsque la critique émane d'une femme. Les cibles vont de critiques occasionnelles, comme l'actrice Felicia Day, à des activistes ayant décidé de s'engager contre le mouvement Gamergate, comme Randi Harper ou Sarah Nyberg. Milo Yiannopoulos publie notamment un article sur Breitbart News pour exposer la vie privée de Nyberg.
Une étude statistique des tweets affiliés au Gamergate, effectuée fin octobre par Brandwatch à la demande de Newsweek, montre un clair déséquilibre du traitement des personnes impliquées, avec par exemple bien plus de tweets envoyés à Zoë Quinn qu'à Nathan Grayson, Anita Sarkeesian et Brianna Wu en recevant à elles deux fois plus que tous les autres journalistes de jeux vidéo étudiés dans la statistique. Newsweek estime que le déséquilibre net entre la quantité de tweets #Gamergate envoyé aux femmes s'étant élevées contre le mouvement et les hommes, montre que le mouvement harcèle plus qu'il ne réclame une meilleure éthique journalistique, et se concentre particulièrement sur les femmes. L'analyse du ton des tweets montre que, si proportionnellement au nombre total de tweets reçus, les journalistes masculins ont reçu plus ou moins autant de tweets péjoratifs, en termes de quantité absolue, ce sont les journalistes féminines et les développeuses qui reçoivent le plus de tweets péjoratifs.

### Après le Gamergate
À partir de la controverse du Gamergate, beaucoup de femmes se replient sur elles-mêmes et se cachent d'autant plus lorsqu'elles jouent, inquiètes à l'idée d'être harcelées à leur tour sans raison facilement identifiable.
Des solutions voient le jour à la suite de la controverse : par exemple, en octobre 2014, le New York Comic Con lance l'initiative Cosplay is NOT Consent pour sensibiliser les personnes au harcèlement sexuel en convention. Zoë Quinn crée l'association Crash Override Network, qui vise à soutenir les victimes de harcèlement en ligne, majoritairement féminines et souvent issues du milieu du jeu vidéo.

## Analyses

### Impact des clichés véhiculés dans la publicité
Les publicités accompagnant la sortie de la PlayStation 4 et de la Xbox One ont elles aussi été accusées de propager des clichés sexistes et de ne cibler que les hommes,, et ce, peu après que Microsoft eut revendiqué que 39 % des possesseurs de Xbox 360 soient des femmes et que Sony ait annoncé vouloir plaire aux femmes avec sa PlayStation 4. Seuls les jeux dits « pour filles » sont épargnés par cette tendance, bien que cette représentation ne corresponde pas aux pratiques réelles des joueuses,.
D'autres causes ont aussi été proposées, pour les auteurs de l’étude sur la fréquence des insultes de l'université de l'Ohio, l’hostilité provient principalement du fait que les joueurs ne se sentent pas responsables de leurs paroles et croient que rencontrer une femme dans un jeu en ligne est presque impossible. Pour la psychologue Shavaun Scott, la société est toujours misogyne sous la surface mais l'hostilité envers les femmes est réprimée. Dans les mondes virtuels, il n'y a plus de contrôle pour les impulsions agressives. Certains joueurs n'ont que peu de pouvoir dans leur vie ou éprouvent du ressentiment envers les femmes : se lâcher sur internet leur permet de se sentir bien, et ce en toute impunité. Une autre raison serait que certains joueurs souffrent de désordres mentaux.
Pour Anita Sarkeesian, le sexisme est un problème culturel généralisé dans les médias et le jeu vidéo. Comme pendant longtemps, les jeux vidéo ont été dominés par les hommes et ont été réalisés pour combler presque exclusivement leurs désirs, ils s'octroient un droit supérieur qui les autorise à s'opposer violemment à la pleine participation des femmes. Elle note cependant qu'ils ne sont pas représentatifs de tous les hommes, car nombre d'entre eux l'ont soutenue, même des développeurs de jeu, et reconnaissent que la misogynie du jeu vidéo est effectivement un problème et qu'il doit disparaître,.

### Anonymat du monde virtuel
92 % des personnes estiment qu'Internet permet d'être plus critique que dans la vraie vie. Une étude menée de 2002 à 2013 montre que les enfants et adolescents perdent leurs conventions sociales et suivent leurs émotions sans filtre lorsqu'ils sont en ligne. L'anonymat s'accompagne d'une perte de responsabilité : les harceleurs n'ont pas à rendre de comptes sur leur comportement abusif.
La sociologue Katherine Cross estime que le mimétisme est plus important que l'anonymat : « En ligne, il est beaucoup plus facile de mener une foule hostile. Ce qui prendrait du temps, par exemple organiser un réseau de centaines de gens qui s’en prennent à une cible dans le monde physique est très aisé à réaliser en ligne. L’idée que cette personne est mauvaise, doit être punie, agressée, se répand par mimétisme. Et sans demander plus qu’une coordination minimale ».

### Image des genres minoritaires dans certains jeux vidéo
Une étude de 2008 teste les conséquences des jeux vidéo sur les représentations de genre. L'étude consiste à exposer des hommes à des photos de personnages de jeu vidéo sexualisés ou à des photos de personnes dans un cadre professionnel, puis de leur poser des questions sur le harcèlement sexuel. L'exposition aux personnages stéréotypés rend les hommes observés plus tolérants envers le harcèlement sexuel dès une exposition à court terme, tandis qu'ils ne finissent par plus accepter les stéréotypes sur le viol qu'après une exposition à long terme,.
Une étude similaire est menée sur des étudiantes, à qui on demande de jouer un personnage de jeu vidéo sexualisé ou non. Les femmes qui jouent un personnage sexualisé ont tendance à plus objectifier leur propre corps, et à plus facilement accepter les stéréotypes sur le viol,.

### Conséquences du sexisme sur l'image du milieu du jeu vidéo
Une conséquence du harcèlement pendant le jeu en ligne est la perte de crédibilité du milieu du jeu vidéo, qui conserve une image négative de nerd jouant dans le sous-sol de ses parents et ne connaissant rien aux dynamiques sociales.
En octobre 2014, parmi les membres de l'International Game Developers Association, 67 % expliquent l'image négative des jeux vidéo au sein de la population par la représentation sexiste des genres dans les jeux vidéo, 51 % mentionnent le sexisme des professionnels du jeu vidéo.
Si les jeux s'améliorent en termes de représentativité des minorités de genre, l'image de la communauté des joueurs reste ternie par sa réputation de misogynie,,. De fait, en 2023 une seule femme est présente parmi les 1 000 joueurs ayant gagné le plus d'argent en tournoi d'esport.

## Réactions vis-à-vis d'accusations de sexisme

### Solidarité des joueurs
Selon Marion Coville, doctorante spécialiste des questions de genre dans le milieu geek, la tolérance vis-à-vis du sexisme vient de la manière « dont les loisirs ont été stigmatisés par les médias », affirmant avoir « l’impression qu’une solidarité s’est créée pour défendre ce loisir face aux attaques dont il a pu être l’objet ». Elle regrette que même les joueurs émettant des critiques « construites et référencées » ne sont pas écoutés, étant considérés comme des « traîtres à la cause ».
Pour Sarah Schaschek de der Freitag, les joueurs réagissent aux soupçons de sexisme car devoir se défendre pour éviter la stigmatisation est devenu un réflexe pour eux. Comme ils se sentent souvent personnellement affectés par les critiques, ils refusent d’écouter celles-ci, croyant que le but réel des féministes est de montrer qu’ils sont tous misogynes. Elle note cependant que les féministes ne réagissent pas différemment aux critiques des joueurs. Elle ajoute aussi que les joueurs réagissent par peur de la censure et de se voir imposer, pour plaire à tout le monde, des personnages de jeux vidéo certes pédagogiques mais surtout ennuyeux,.

### Liberté d'expression
Le harcèlement des joueuses est parfois considéré par les joueurs comme relevant de la liberté d'expression, chaque joueur étant libre de dire ce qu'il veut, y compris en insultant d'autres personnes.
Un problème principal est que les défenseurs de cette liberté d'expression harcèlent régulièrement les personnes qui se sont exprimées contre leurs propos, rendant toute dénonciation difficile et risquée. Certaines entreprises hésitent également à réagir contre le harcèlement pour ne pas être accusées de censure et de ne pas respecter la liberté d'expression, ce qui a des conséquences sur la modération d'espaces en ligne.

### Minimisation de la gravité du harcèlement
Coville ajoute que « lorsque vous racontez une expérience vécue, plutôt que de vous écouter, on vous répond souvent que vous n’êtes qu’un cas isolé, ou que vous avez mal interprété la situation… » et que c'est « le fait de les regrouper et d’en tirer des analyses plus générales » qui a permis une prise de conscience sur le sujet, en faisant en 2013 un « sujet de débat légitime », malgré les détracteurs.
Pour Sarah Sloat de Pacific Standard (en), les insultes sur internet ou le sexisme ne sont « évidemment pas exclusifs au jeu vidéo », mais au vu des 212 millions de joueurs dans le monde, cela reste un « problème assez conséquent ». Sarah Sloat fait cependant remarquer que « stéréotyper les joueurs hommes comme étant tous sexistes est aussi faux que de dire que toutes les joueuses ne jouent qu’à Bejeweled ». D'après Carol Pinchefsky, journaliste de Blastr (en), ce n'est pas étonnant que les hommes écrivent peu sur ce problème car ils y sont très peu exposés, recevant beaucoup moins d'insultes que les femmes. Elle reconnaît que les plus grands opposants au harcèlement sexuel qu'elle connaisse sont des hommes, mais que pour les autres, le problème est exagéré, n'est pas un vrai problème ou que ce sont juste des femmes qui pleurnichent.
Les fonctions de signalement des jeux vidéo mènent eux aussi souvent à un non-lieu, conduisant à une désillusion quant à leur utilité. Les blagues sexistes ne peuvent pas vraiment être repérées par des algorithmes artificiels.

### Confusion avec le trash-talking
Le harcèlement des joueuses se différencie du trash-talking par leur objectif : elles ne concernent en rien le jeu en lui-même et ont pour seul objet d'humilier ou de faire taire les joueuses.
Sarah Sloat affirme que l’étude de l’université de l’Ohio montre « à quel point le harcèlement envers les joueuses est très fréquent sur internet », « tout comme il l’est dans le monde réel », alors qu’il est « souvent excusé comme étant seulement du trash-talking ».

## Solutions envisagées

### Solutions au harcèlement pour les joueuses

#### Solution à l'échelle individuelle
D'après une étude de l'université de Nottingham Trent, 70 % des joueuses choisissent d'incarner un personnage masculin quand elles ont le choix dans les jeux en ligne, et cela, d'après The Guardian, afin d'éviter tout harcèlement sexuel ou remise en question de leur capacité à bien jouer,. Une étude montre cependant que les joueurs et joueuses ont tendance à choisir un personnage de leur propre genre lorsqu'il n'y aura pas de jeu en ligne, donc de contrainte sociale.
D'autres choisissent de se faire passer pour des garçons qui n'ont pas encore mué si elles utilisent des systèmes audio. Beaucoup coupent simplement leur micro. Le problème du camouflage d'identité, qu'il soit par l'avatar ou la voix, est qu'il contribue à l'invisibilisation des femmes dans l'espace vidéoludique.
Pour éviter le harcèlement, des joueuses arrêtent de jouer anonymement en ligne et certaines se regroupent dans des clans ou des communautés sûres. Deux cas de figure se dégagent parmi les femmes qui choisissent de ne pas jouer en ligne : celles qui ne jouent pas du tout en ligne et celles qui choisissent de ne jouer qu'avec des amis ou des personnes en qui elles ont confiance.
De multiples solutions pour arrêter le harcèlement sexuel ont été proposées. Jennifer Bosier, chef d'édition de VideoGameWriters, conseille de répondre fermement aux insultes sexistes, affirmant que la plupart des harceleurs prendront peur et arrêteront. Carol Pinchefsky recommande de désapprouver publiquement les abus, de dénoncer chaque cas de harcèlement aux modérateurs (d'après Regina Buenaobra, gestionnaire de communauté d'ArenaNet, ceux-ci comptent sur les joueurs pour pouvoir réagir), voire de quitter définitivement un jeu si les développeurs ne réagissent pas aux plaintes. Pour Ana Visneski (joueuse et garde-côte de l'armée américaine) aussi, chacun a son rôle à jouer en s'exprimant contre les personnes faisant des commentaires sexistes et en refusant de continuer à jouer avec eux, car selon elle « Rien n'enseignera plus vite à quelqu'un de ne pas être un connard, que de voir son gamerscore chuter parce qu'il mourra lorsque vous quitterez le jeu ».
Pour plusieurs spécialistes, ne rien dire quand on est victime ou témoin de harcèlement revient à consentir implicitement aux abus. La prise de parole permet aussi de libérer la parole des autres victimes. Cela va à l'encontre d'une recommandation répandue, qui est d'ignorer les personnes toxiques.

#### Solutions des entreprises de jeu vidéo
Carol Pinchefsky donne des conseils aux développeurs de jeu vidéo pour résoudre le problème du harcèlement sexuel : recruter plus de femmes, instaurer un système automatique qui empêche un joueur d'être entendu par les autres s'il est bloqué par suffisamment de personnes ou faire respecter le règlement de leurs jeux. En effet, ceux-ci indiquent systématiquement que le langage inapproprié entraîne une suspension ou une exclusion définitive du joueur, alors que c'est loin d'être le cas, au grand dam des victimes voire des autres joueurs.
Une proposition d'Extra Credits est d'installer une fonctionnalité d'auto-mute : c'est-à-dire que si une personne est régulièrement masquée par les autres joueurs, elle sera automatiquement masquée sauf si on choisit d'activer sa voix et ses messages manuellement. Une autre possibilité est d'empêcher les personnes dont les messages ne reçoivent presque jamais de réponse d'écrire à des joueurs ne faisant pas partie de sa liste d'amis.
Une web-série appelée Extra Credits a lancé une campagne ciblant la plateforme de jeu en ligne Xbox Live, la décrivant comme le service le plus souvent évoqué dans les cas de harcèlement sexuel.
Microsoft est accusé « d'en faire le minimum », conseillant seulement d'ignorer le harcèlement, et « rechignant à instaurer un système de signalement des abus digne de ce nom », ce qui conduit à la démission d'un modérateur s'occupant des sanctions contre le sexisme. Microsoft refuse d'abord de rencontrer la représentante du projet pour discuter de ce sujet, avant d’accepter en mai 2012 de rencontrer l’équipe d'Extra Credits.
Après avoir affirmé que le harcèlement n’était pas le bienvenu sur le Xbox Live, Microsoft a cependant reconnu qu’il pourrait en faire plus, et a déclaré être très impliqué par le sujet, promettant de travailler sur des améliorations à long terme. Dans une interview avec le site de jeux vidéo GameSpot publiée en octobre 2012, la productrice déléguée de Halo 4 Kiki Wolfkill et la directrice générale de 343 Industries Bonnie Ross affirment que le harcèlement sexuel est un « comportement inacceptable » et qu’elles « aimeraient croire que la majorité des joueurs sur le Xbox Live y sont opposés ». Elles annoncent que les commentaires sexistes ou discriminatoires sur les serveurs d’Halo 4 seront punis par un bannissement à vie du réseau.

### Solutions à la discrimination des joueuses professionnelles
L'association MissClicks aide les streameuses et joueuses à s'entraîner dans un cadre protégé, modérant les commentaires des spectateurs et misant sur la pédagogie avant de bannir les auteurs de commentaires insultants. L'association AnyKey, quant à elle, organise des tournois mixtes ou féminins en partenariat avec Intel et l'Electronic Sports League. Enfin, des associations comme Skylla (en), une série de tournois qui met en valeur les joueurs amateurs à fort potentiel, organisent des qualifications féminines en plus du tournoi « mixte » où les joueuses sont très rares.
Il est commun que des joueuses à potentiel préfèrent éviter le harcèlement en s'orientant vers des carrières parallèles, en particulier vers le commentaire de compétitions et l'organisation d'événements. Dans ces spécialités, elles sont beaucoup moins sujettes aux remarques sexistes, leur fonction « support » étant plus généralement acceptées par la communauté.

### Solutions au harcèlement des employées de l'industrie du jeu vidéo
En 2016, Polygon contacte 25 entreprises du milieu du jeu vidéo pour leur demander comment ils combattent le harcèlement dont leurs employés peuvent être victimes. Six entreprises acceptent de répondre à la question : il s'agit de CCP, Electronic Arts, Gearbox, Nintendo, Microsoft et de l'International Game Developers Association. Si certaines entreprises ne répondent jamais à la sollicitation du journaliste, d'autres refusent de faire partie de l'enquête : il s'agit de 2K Games, Bethesda, Epic, Konami, Nexon, Sega, Ubisoft et Warner Bros. Interactive. La seule entreprise présentant une stratégie complète est le studio islandais CCP, qui met en place des systèmes de signalement qui lancent une procédure pour que les harceleurs soient identifiés et sanctionnés, en plus de fournir des conseils personnels aux employés, du type « coupez Internet et prenez une pause de quelques minutes, et ne gratifiez pas le commentaire offensant d'une réponse ».
L'International Game Developers Association travaille en partenariat avec le Federal Bureau of Investigation depuis 2014 pour identifier les harceleurs et mettre en place des réponses communes. Ce partenariat est créé à l'initiative du FBI, dont des représentants se rendent au San Diego Comic-Con International pour rencontrer Kate Edwards, directrice exécutive de l'association.
Une limite de la gestion du harcèlement par les autorités est que le pire harcèlement vient souvent de mineurs, par exemple les actes de swatting : les mineurs savent qu'ils ne risquent aucune peine lourde et leurs sanctions n'étant pas importantes, elles ne sont pas partagées par la presse pour dissuader d'autres harceleurs potentiels.

### Solutions pour les streameuses
En 2018, la plate-forme de streaming Twitch s'allie avec une organisation caritative pour fournir des micro-prêts aux joueuses qui ont besoin d'un meilleur matériel pour streamer. De cette façon, les femmes peuvent être plus nombreuses et plus visibles sur l'espace en ligne. En parallèle, de nouvelles règles de conduite sont publiées : elles interdisent les vêtements suggestifs et les angles de caméra qui favorisent les parties génitales, les fesses et les seins. En parallèle, elles précisent que « la haine n'a pas sa place dans la communauté Twitch » et que même si une personne enfreint ces règles, le harcèlement dans les commentaires sera passible de sanction. La règle sur les vêtements acceptables est amendée quelques jours plus tard pour plus de spécificité.

### Solutions pour les cosplayeuses

#### Limitation du harcèlement
L'organisation Ada Initiative, qui encourage les femmes à participer dans la culture libre, convainc plus d'une centaine de conventions geek à adopter une politique de lutte contre le harcèlement.
La conférence de hackers DEF CON adopte un système de cartons appelé Creeper Move pour répondre au problème d'attouchements ou de propositions sexuelles. Cette initiative a été saluée par Jeff Moss (en), mais critiquée par certaines hackeuses pour la mauvaise image de la communauté que ce système donne. Celles-ci précisent que, si le problème existe, il est peu courant et déjà pris en charge par la sécurité. Pour Bruce Schneier, pionnier de la cryptographie, une meilleure solution serait que toutes les conventions de hack adoptent des politiques de lutte contre le harcèlement.

#### Interdiction desBooth babes
Brenda Brathwaite, conceptrice de jeux vidéo américaine, a démissionné de l'International Game Developers Association à cause de la coorganisation d'une soirée de la Game Developers Conference pour laquelle des gogo-dancers ont été engagées,. Cette soirée a eu lieu quelques heures après une conférence de Brathwaite critiquant les booth babes du salon de l'E3 qui « rendaient le salon menaçant pour les femmes »,. Usul, chroniqueur internet sur le jeu vidéo, a décidé de boycotter les salons de jeux vidéo, déclarant trouver la présence de babes « insoutenable », soutenant qu'« on est dans un milieu de beauf » et critiquant le pelotage lors des salons organisés par les éditeurs pour les journalistes.
Les babes sont pour le Süddeutsche Zeitung un exemple du peu d’intérêt de l’industrie du jeu vidéo à représenter les femmes de manière moderne.
Certaines conventions ont interdit les babes comme la Penny Arcade Expo à la suite d'un vote en 2010, où 60 % des votants se prononcent en faveur de l'interdiction de la nudité partielle contre 12 % qui y sont opposés, l'E3 entre 2006 et 2009, l'Eurogamer Expo depuis 2013 ou la ChinaJoy (en) à partir de 2012.

### Solutions pour les joueuses d'esport
Des tournois féminins sont souvent organisés en parallèle du tournoi mixte. C'est le cas de ligues féminines sans enjeu, comme l'initiative Smash Sisters de Lilian Chen qui organise une petite compétition au cours de grands événements. D'autres organisateurs de tournois créent une ligue féminine à part entière, avec son propre classement et ses prix à gagner. C'est entre autres le cas de l'ESports World Convention, qui organise parfois un événement féminin de League of Legends ou de Counter Strike: Global Offensive pour mettre à l'honneur les joueuses.
Ces tournois féminins peuvent être considérés comme mauvais pour l'image des joueuses, en raison de la séparation des genres, ou bénéfiques parce qu'ils encouragent d'autres femmes à se lancer dans le jeu tandis que les équipes mixtes sont très masculines. En général, les tournois sont considérés comme bénéfiques à court terme, mais seulement comme moyen d'accéder à la parité dans les compétitions mixtes avant de disparaître.
Nastasia Civitillo ancienne gameuse internationale ayant été victime de sexisme durant des compétitions d’e-sport s’est reconvertie et à mis en place une formation pour les joueurs intitulée « Pour une pratique saine et responsable des jeux vidéo » . Cette formation a pour vocation de sensibiliser les utilisateurs aux problèmes qui peuvent être rencontrés dans l’univers des jeux en ligne et de leur offrir des clés pour se protéger.

### Solutions touchant l'industrie du jeu vidéo dans son ensemble
En France, la secrétaire d'état chargée du numérique Axelle Lemaire organise un groupe de réflexion en mai 2016 pour lutter contre le sexisme dans le jeu vidéo. Les initiatives concernent les difficultés qu'ont les femmes au travail dans le secteur du jeu vidéo, la représentation des genres dans les jeux vidéo et le harcèlement en ligne. Parmi les initiatives proposés figurent un label ou des aides pour les jeux qui « donnent une image positive de la femme ».

### Citations originales
1. ↑  (en) « In other game communities, however, sexual threats, taunts and come-ons are common, as is criticism that women’s presence is “distracting” or that they are simply trying to seek attention[18]. »
2. ↑  (en) « any inappropriate or disrespectful comments will not be tolerated during filming »
3. ↑  (en) « Sexism and misogyny is a culture wide problem that is pervasive on and offline, throughout the media and definitely within gaming culture. I think because gaming has been so male dominated and has catered almost exclusively to men for so long there is a sense of entitlement that is fueling the backlash against women’s full participation. »
4. ↑  (en) « these harassers are “not representative of all male gamers or gaming communities. I have received an enormous amount of support from gamers of all genders and even from a considerable number of game developers who recognize that misogyny in gaming culture is indeed a problem and needs to change.” »
5. ↑  (de) « So reflexartig wie sie sich gegen Stereotypisierung wehren, so empfindlich reagieren sie auf Sexismusverdacht »
6. ↑  (de) « Gamer und Feministinnen trauen sich selten über den Weg, beide meinen bereits zu wissen, was die Kritik des anderen zu Tage fördert. Gamer verlangen (zu Recht) Differenzierung. Aber weil sie sich oft persönlich beleidigt fühlen, machen sie, statt auf Kritik einzugehen, einfach „das falsche Fass auf“, wie Vergil zugibt. »
7. ↑  (de) « Da ist zudem die Angst vor der Zensur, vor pädagogisch wertvollen, aber langweiligen Einheitsfiguren. »
8. ↑  (en) « In that speech, she was highly critical of Electronic Entertainment Expo (E3) booth babes, which she said made the game industry’s major event seem like a sexually charged environment that was threatening to women »